# Limitación de Carrier

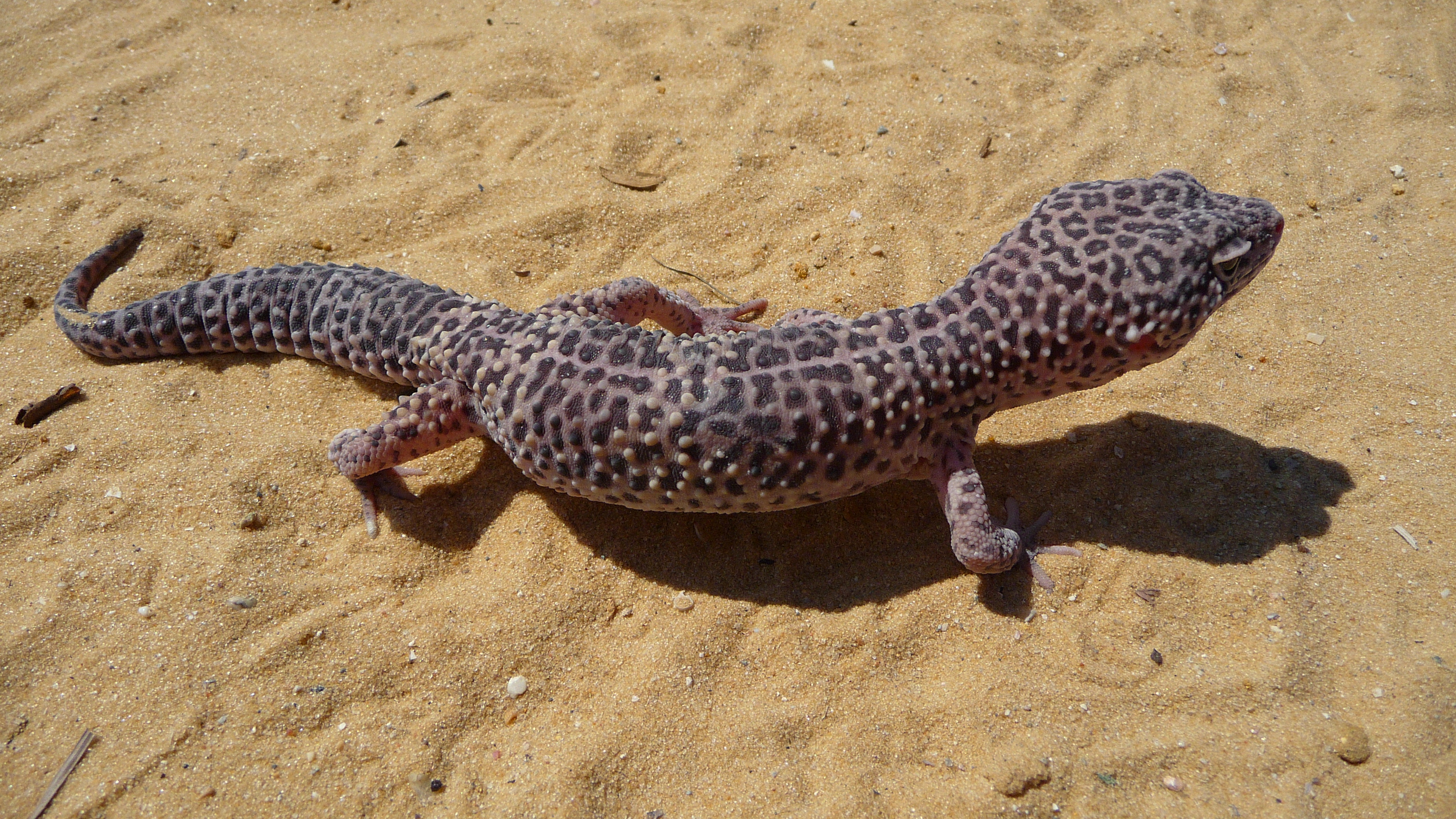
Gecko leopardo común

La limitación de Carrier es la observación de que a los vertebrados que respiran aire, que tienen dos pulmones y flexionan el cuerpo hacia los lados durante la locomoción, les resulta muy difícil moverse y respirar al mismo tiempo, porque la flexión lateral expande un pulmón y comprime el otro, desviando el aire viciado de pulmón a pulmón en lugar de expulsarlo por completo para dejar espacio para el aire fresco durante la zancada. Los mamíferos modernos bombean aire dentro y fuera de sus pulmones mientras corren porque tienen movimientos laterales restringidos de la caja torácica y el arqueamiento cóncavo-convexo de la columna vertebral cuando las extremidades durante la zancada bombea el aire hacia afuera y hacia adentro.
Fue nombrado por paleontólogo inglés Richard Cowen en honor a David R. Carrier, quien escribió sus observaciones sobre el problema en 1987.

## Consecuencias
La mayoría de los lagartos se mueven en ráfagas cortas, con largas pausas para respirar. Los linajes de tetrápodos que dieron origen a los ectotermos modernos aparentemente mantuvieron esta restricción. Los linajes de los que derivan las aves y los mamíferos han sufrido cambios morfológicos que les permiten correr y respirar simultáneamente.
Alrededor del período Triásico tardío, los animales con la restricción de Carrier fueron presa de especies bípedas que desarrollaron un paso más eficiente.
Los tetrápodos endotérmicos difieren de los tetrápodos ectotérmicos en que tienen una gran capacidad para sostener una locomoción vigorosa. Esta diferencia refleja respuestas adaptativas alternativas a una restricción mecánica (consecuencia de la transición de los vertebrados de acuáticos a terrestres). Es posible que los primeros tetrápodos no hayan podido caminar y respirar al mismo tiempo. Su marcha extendida y la flexión vertebral lateral habrían requerido contracciones unilaterales de la musculatura torácica que pueden haber interferido con los movimientos bilaterales necesarios para respirar. Los lagartos modernos respaldan esta hipótesis porque su respiración se reduce considerablemente durante la actividad locomotora.

## Soluciones

### Soluciones alternativas
La mayoría de las serpientes tienen un solo pulmón, por lo que no se aplica la restricción de Carrier. Los lagartos monitores aumentan su resistencia al usar huesos y músculos en la garganta y el piso de la boca para "tragar" aire a través del bombeo gular.
Algunas otras lagartijas, principalmente agamidae, utilizan la locomoción bípeda para correr y evitan flexionarse hacia los lados. La bipedestación en los lagartos modernos es muy rara, pero es una forma efectiva de correr sin detenerse a respirar y es ventajosa para atrapar presas activas o evadir a los depredadores.
Los cocodrilos usan una "caminata alta" con una postura de extremidades más erguida que minimiza la flexión lateral para cruzar largas distancias. Sin embargo, a medida que evolucionaron de andadores erguidos con bipedestación limitada, esto puede ser simplemente un remanente del comportamiento pasado en lugar de una adaptación específica para superar esta dificultad. Todd J. Uriona de la Universidad de Utah planteó la hipótesis de que la ventilación costal puede haber ayudado a la postura erguida a superar la restricción.

### Formas de evitar la restricción
Las aves tienen extremidades erguidas y cuerpos rígidos y, por lo tanto, no se doblan hacia los lados cuando se mueven. Además, muchos de ellos tienen un mecanismo que bombea ambos pulmones simultáneamente cuando las aves mueven sus caderas. 
La mayoría de los mamíferos tienen extremidades erguidas y cuerpos flexibles, lo que hace que sus cuerpos se flexionen verticalmente cuando se mueven rápidamente. Esto ayuda a la respiración, ya que expande o comprime ambos pulmones simultáneamente. 

## Evidencia contraria
Al contrario del modelo anterior, la respiración se mantiene en los lagartos durante el movimiento, incluso por encima de su alcance aeróbico, y la sangre arterial permanece bien oxigenada. Se propuso que las lagartijas estaban sujetas a una restricción axial dependiente de la velocidad que impedía la ventilación pulmonar efectiva durante la locomoción de velocidad moderada y alta, pero se demostró que durante la locomoción, los varánidos usan una bomba gular de presión positiva para ayudar a la ventilación pulmonar.